# Smile (pel·lícula)
Smile és una pel·lícula estatunidenca dirigida per Michael Ritchie, sobre un guió de Jerry Belson, estrenada l'any 1975.

## Argument
La pel·lícula és una comèdia satírica que posa l'accent en una petita ciutat americana i les seves particularitats, les preocupacions i les hipocresies.
La pel·lícula a continuació ha estat transformada en una comèdia musical de Broadway (1986) amb cançons de Marvin Hamlisch i Howard Ashman.

## Repartiment
- Bruce Dern: Big Bob
- Barbara Feldon: Brenda
- Michael Kidd: Tommy
- Geoffrey Lewis: Wilson
- Eric Shea: Little Bob
- Nicholas Pryor: Andy
- Titos Vandis: Emile
- Paul Benedict: Orren Brooks
- William Traylor: Ray Conyac
- Dennis Dugan: Logan
- Dick McGarvin: Ted Farley
- Adam Reed: Freddy
- Brad Thompson: Chuck
- George Wyner: Home a la festa
- George Skaff: Dr. Malvert
- Kate Sarchet: Judy
- Joan Prather: Robin
- Denise Nickerson: Shirley
- Melanie Griffith: Karen Love
- Annette O'Toole: Doria
- Maria O'Brien: Maria
- Colleen Camp: Connie
- Caroline Williams: Helg